# Врх над Лашким
Врх над Лашким (словен. Vrh nad Laškim) је насељено место у општини Лашко, Савињска регија, Словенија.

## Историја
До територијалне реорганизације у Словенији био је у саставу старе општине Лашко.

## Становништво
У попису становништва из 2011. године, Врх над Лашким је имао 134 становника.
| Број становника према пописима | Број становника према пописима | Број становника према пописима |
| ------------------------------ | ------------------------------ | ------------------------------ |
| 1991                           | 2002                           | 2011                           |
| 115                            | 137                            | 134                            |

Напомена: До 1953. исказивано под именом Врх. Године 2007. и 2011. године. вршене су мање размене територија између насеља Врх над Лашким и Жигон.